# Julia Dozsa
Julia Dozsa (née en 1960 à Alkmaar, Pays-Bas) est une architecte et designer néerlandaise. Elle participe à de nombreux projets de construction ou de rénovation et crée du mobilier et des objets de décoration. Le paravent Kasimir est une de ses créations les plus célèbres.

## Biographie
Julia Dosza étudie l'architecture pendant deux ans avant de rejoindre la Gerrit Rietveld Academy à Amsterdam, où elle obtient un diplôme en design industriel.
Pendant plusieurs années, elle travaille comme architecte d'intérieur indépendante, créant aussi du mobilier et des objets de décoration.
En 1997, elle fonde à Amsterdam avec Jan Van Dalfsen un bureau spécialisé en design Industriel et architecture, Dozsa & van Dalfsen. Ils travaillent ensemble et séparément pour des entreprises et des clients privés, pour des projets d'architecture intérieure, de création de meubles et d'objets.
Parmi leurs clients on trouve de grandes firmes comme Calligaris, Colé Italia, Deknudt mirrors, Dignity Design, Driade, Fasem, Fiam Italia, Glas Italia ou Tonelli Design.
Julia Dosza gère plusieurs projets d'architecture aux Pays-Bas : construction ou rénovation de plusieurs immeubles d'appartements et maisons individuelles, de galeries commerciales, aménagement de magasins à Amsterdam et Utrecht ... etc.

## Distinctions
- 2003 : Prix Elle Décoration consacré au meilleur objet de design pour les vases Nembus pour Driade[2].

## Expositions
- La lampe Andromède est exposée au Salon du meuble de Milan en 2003 et, en 2005, la table Ribbon[5]
- En 2003, la Yamagiwa Corporation basée au Japon organise une grande exposition axée sur tous les projets de Julia Dozsa pour DRIADE[2].
- A la semaine du design de Milan en 2018, elle expose le paravent Kazimir créé pour Colé Design Label. Dédié au peintre d'avant-garde russe Kazimir Malevich, le paravent en métal est fabriqué à partir de tissu en jersey élastique ou en soie et disponible dans plusieurs couleurs et impressions. Il est à la fois une œuvre d'art et un objet fonctionnel[6],[7].